# Мінічева Галина Григорівна
Галина Григорівна Мінічева — українська вчена у галузях гідробіології та альгології, член-кореспондент НАН України (2021), доктор біологічних наук (1998), лауреат державної премії України в галузі науки і техніки (2013), директор Інституту морської біології НАН України з 2019 року.